# Justin Hurtt
Justin Edward Hurtt (Raytown, 10 marzo 1988) è un ex cestista statunitense.

## Carriera
Ha frequentato l'University of Tulsa chiudendo l'ultimo anno con una media di 20 punti, 3,8 rimbalzi, 2,4 assist e 0,5 rubate. Non scelto al Draft NBA del 2011, ha firmato un contratto biennale con la Pallacanestro Varese, segnando un massimo di 19 punti contro la Fabi Shoes Montegranaro.